# Notelaea
Genre
Synonymes
- Gymnelaea (Endl.) Spach in Hist. Nat. Vég. 8: 258 (1839)
- Nestegis Raf. in Sylva Tellur.: 10 (1838)
- Postuera Raf. in Sylva Tellur.: 10 (1838)
- Rhysospermum C.F.Gaertn. in Suppl. Carp.: 232 (1807)

Notelaea est un genre de plantes à fleurs de la famille des Oleaceae originaire d'Océanie.

## Espèces
Les principales espèces sont:
- Notelaea ipsviciensis W.K.Harris
- Notelaea johnsonii P.S.Green
- Notelaea ligustrina Vent.
- Notelaea linearis Benth.
- Notelaea lloydii Guymer
- Notelaea longifolia Vent.
- Notelaea microcarpa R.Br.
- Notelaea neglecta P.S.Green
- Notelaea ovata R.Br.
- Notelaea punctata R.Br.
- Notelaea pungens Guymer
- Notelaea venosa F.Muell.

## Liste d'espèces
Selon NCBI (26 janv. 2011) :
- Notelaea longifolia
- Notelaea microcarpa
- Notelaea ovata
- Notelaea punctata

Selon Plants of the World Online (site visité le 14 août 2025):
- Notelaea apetala
- Notelaea austrocaledonica
- Notelaea crassifolia
- Notelaea cunninghamii
- Notelaea cymosa
- Notelaea ipsviciensis
- Notelaea johnsonii
- Notelaea ligustrina
- Notelaea linearis
- Notelaea lloydii
- Notelaea longifolia
- Notelaea microcarpa
- Notelaea montana
- Notelaea monticola
- Notelaea neglecta
- Notelaea neolanceolata
- Notelaea ovata
- Notelaea punctata
- Notelaea pungens
- Notelaea sandwicensis
- Notelaea venosa